# Ponal
Ponal — марка клеев немецкого концерна Henkel со штаб-квартирой в Дюссельдорфе.

## Описание
Марка Ponal была основана в 1930 году в Германии компанией Henkel. Ассортимент бренда включает в себя столярные клеи, клеи для паркета и ламината, а также клеи древесину и другие материалы.
В 1959 году на рынок вышел поливинилацетатный (ПВА) клей «Ponal wood glue».
В 1977 году начался выпуск быстросохнущего клея «Ponal Express» (PVAc).
В 1979 году на рынок вышел клей «Ponal Holzleim» в водонепроницаемом исполнении.
В 1995 году на рынок вышел клей для паркета.
В 2002 году ассортимент был расширен за счёт комбинированных столярных клеев.